# Pila v údolí Hamerského potoka (Naděje)
Pila, někdy označovaná podle majitele novější stavby jako Mitterova pila, je zaniklý průmyslový objekt, který se nacházel v Lužických horách v údolí Hamerského potoka na katastru vesnice Naděje u Cvikova, a zčásti také na území obce Mařenice v okrese Česká Lípa v Libereckém kraji. Celý areál, zahrnující tzv. „starou“ a „novou“ pilu včetně navazujícího vodního díla v podobě náhonů, jezu a tunelu ve skále, je zapsán jako kulturní památka v Ústředním seznamu nemovitých kulturních památek České republiky.

## Geografická poloha
Pozůstatky průmyslového areálu se nacházejí poblíž malé osady Hamr. Areál, který zahrnoval objekty staré a nové pily (od poloviny 20. století prakticky zaniklé) s příslušným zařízením pro přívod vody, leží v údolí Hamerského potoka v Lužických horách v nadmořské výšce kolem 420 metrů na území stejnojmenné chráněné krajinné oblasti. Hamerský potok pramení na severovýchodním svahu Pěnkavčího vrchu a je pravostranným přítokem Svitavky. Potok v oblastí zmíněného údolí zároveň tvoří hranici mezi katastrálním územím Horní Světlá pod Luží a Naděje (okres Česká Lípa), takže památkově chráněná lokalita spadá pod správu dvou obcí – Mařenic a města Cvikova. Z geomorfologického hlediska je toto území součástí Lužického hřbetu, který je podcelkem  geomorfologického celku Lužické hory. Dle zápisu v katastru nemovitostí jsou příslušné pozemky s pozůstatky pily a náhonů ve vlastnictví města Cvikova a částečně i v majetku soukromého vlastníka a České republiky (ve správě Povodí Ohře a Lesů České republiky).

## Historie
První písemná zmínka o Hamerském potoce pochází z roku 1677 v souvislosti s místním hamrem na zpracování železné rudy. Podle archeologických nálezů však v tomto místě již dříve existovala sklárna. V okolních lesích bývaly ve středověku menší sklářské hutě, bohatství místních lesů využívali také uhlíři při pálení uhlí v milířích. Chudá železná ruda, zpracovávána v hamru, se těžila v povrchových jámách na okolních kopcích.

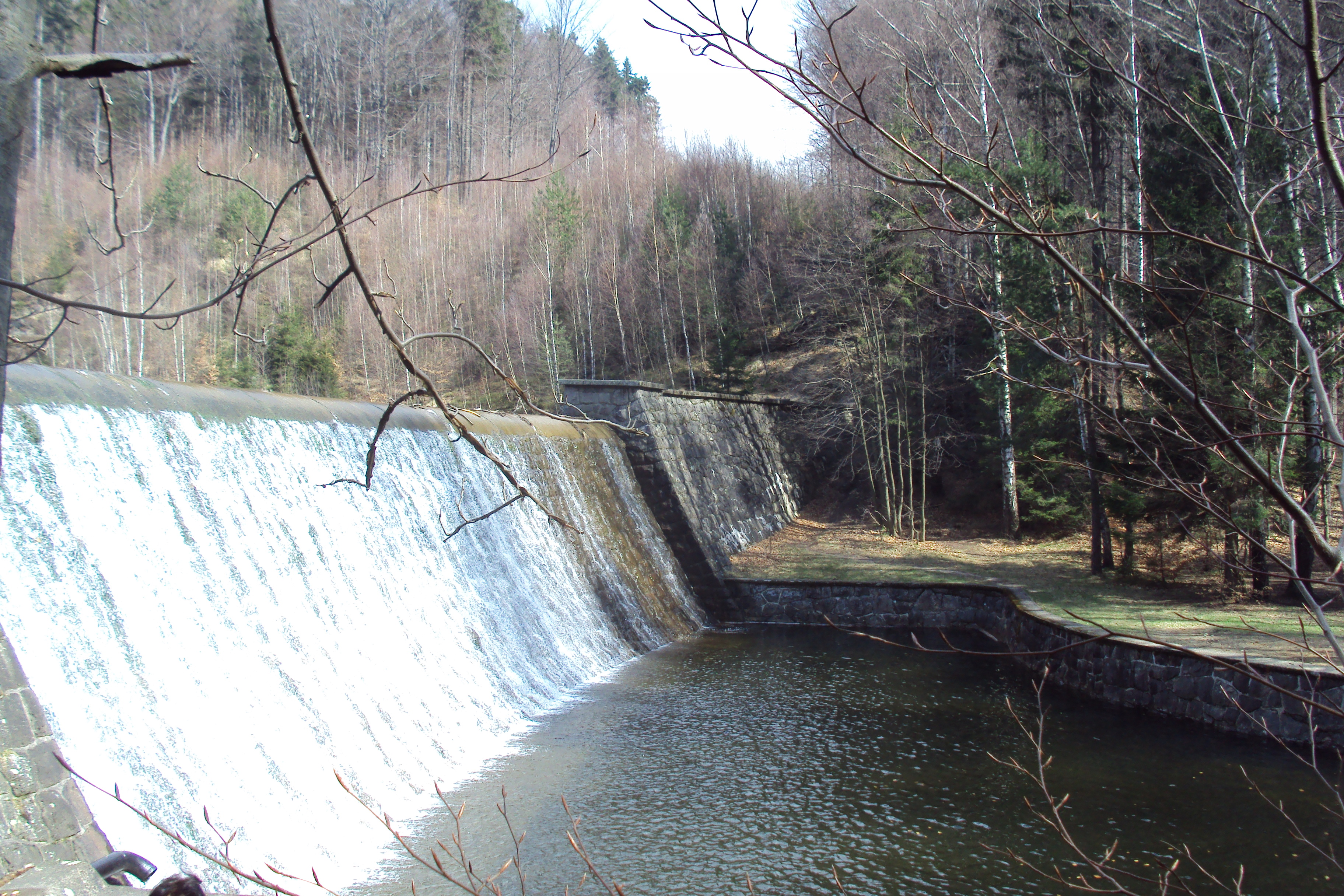
Přehrada Naděje na Hamerském potoce

Existence pily a mlýna v dané lokalitě je poprvé zmíněna v roce 1754, i když se pravděpodobně jednalo o objekty, postavené o něco výše proti proudu potoka. Přesnější zpráva o tom, že na konkrétních pozemcích (tehdejší číslo parcely 51) byla se svolením zákupské vrchnosti postavena pila, je zaznamenána v tzv. vodních knihách v roce 1793. Tento údaj podporuje i skutečnost, že  poblíž místa, kde stávala tzv. stará pila a u konce původního náhonu je na skalní stěně vyryt stejný letopočet.
V roce 1831 byl v gruntovní knize obce Naděje jako majitel pily na parcele č. 9 (dnes je číslo této parcely, která je ve vlastnictví města Cvikova, v katastru označeno jako 9/1) uveden Franz Exner a mapa stabilního katastru z roku 1843 zobrazuje náhon prakticky v podobě, jaká se zachovala dodnes – ovšem bez skalního tunelu, který byl vybudován později.  V roce 1874 byl podle nově vydaného vodního zákona na stavbě osazen cejch v podobě železné skoby s nápisem F. E. 1874  (s odkazem na jméno majitele Franze Exnera). Dalším majitelem pily byl Josef Effenberger, který v roce 1890 adresoval Okresnímu úřadu v Jablonném žádost o povolení přídavného zdroje energie v podobě parního stroje o výkonu 8 HP. Parní stroj byl pak umístěn v menší budově před jižním průčelím staré pily. Celkovou přestavbu areálu pily pak provedl nový majitel Josef Mitter. Plány z roku 1898 ukazují záměr vybudovat zhruba 9 metrů od starého objektu rozlehlou novou stavbu. V té souvislosti byl vodní náhon prodloužen o 100 metrů. Majitel postavil novou pilu bez příslušného povolení, takže   po roce 1899 bylo proti němu vedeno sankční řízení. V roce 1920 byl vybudován skalní tunel, kam byl přemístěn náhon pro přívod vody k novému vodnímu kolu. Toto kolo mělo průměr 7,6 m a světlou šířku lopatek 1,06 m. Mezi strojovým zařízením byly dvě rámové pily a jedna kruhová pila, dále stroj na výrobu šindele, obráběcí pila a záložní parní stroj.
Pro provoz pily, hamru a mlýna byla po staletí využívána voda z Hamerského potoka. Spotřeba vody však stále stoupala a proto byla v roce 1938 přibližně jeden kilometr od osady Hamr proti proudu potoka vybudována přehrada Naděje. Budovy pily byly zbořeny koncem 50. let 20. století. Na místě zůstalo zachováno jen torzo komory pro turbínu a zarostlé zbytky základů. Za těmito ruinami se nachází  skála s vyhloubenými sklepy a s tunelem vodního náhonu. Pozůstatky někdejší pily a vodního díla jsou památkově chráněny od 25. dubna 2008.